# José Manuel Piernas y Hurtado
José Manuel Piernas y Hurtado (Madrid, 17 d'octubre de 1843 - 26 de febrer de 1911) fou un economista i jurista espanyol, membre de la Reial Acadèmia de Ciències Morals i Polítiques.

## Biografia
Era fill del metge militar Juan José Piernas Ramos, estudià batxillerat a Saragossa, on el 1862 va obtenir el títol de perit mercantil. En 1870 es doctorà en dret civil en la facultat de dret de la Universitat de Madrid. Fou deixeble de Francisco Giner de los Ríos i de Mariano Carreras y González, formà part del krausisme i va aplicar el seu enfocament ètic-social a la ciència econòmica. De 1866 a 1868 exercí com a advocat del Col·legi d'Advocats de Madrid i de 1865 a 1866 fou secretari de lAcadèmia Matritense de Jurisprudència i Legislació.
El 1868 fou professor a l'Institut San Isidro de Madrid, en 1870 va obtenir per oposició la càtedra d'Economia Política i Estadística a la Universitat d'Oviedo. En maig de 1876 obté la càtedra d'Economia Política i Estadística en la Facultat de Dret de la Universitat de Valladolid, el 20 de setembre de 1876 obté la mateixa càtedra a la Universitat de Saragossa i el 16 de juny de 1882 a càtedra d'hisenda pública a la Universitat Central de Madrid, que ocuparà fins a la seva jubilació en 1909. Es casà amb Presentación de Tineo, VI marquesa de Vista Alegre.
En 1903 va ingressar a la Reial Acadèmia de Ciències Morals i Polítiques i en 1906 va obtenir una llicència d'estudis per a investigar sobre la Hisenda pública d'Espanya als Arxius d'Índies i de Simancas. Fou l'iniciador del cens de la població espanyola a Amèrica.
Entre altres càrrecs, fou membre de la Junta d'Estadística i del Banc de la Província de Saragossa, conseller de les Filipines i les possessions espanyoles del Golf de Guinea en representació del ram d'Hisenda en el Ministeri d'Ultramar (1889), conseller de la Compañía Arrendataria de Tabacos, vicepresident del consell d'administració del Crédito Ibero-Americano i president de la cooperativa de crèdit El Hogar Español.

## Obres
- Tratado de Hacienda Pública (1869)
- Tratado Elemental de Estadística (1873)
- Indicaciones sobre el concepto y plan de la Ciencia Económica (1874)
- Ideas y noticias económicas del Quijote : ligero estudio bajo ese aspecto de la inmortal obra de Cervantes (1874)
- Manual de Instituciones de Hacienda Pública Española (1875)
- Vocabulario de la economía: exposición de la nomenclatura y de los principales conceptos de esa ciencia
- El movimiento cooperativo (1890)
- Programa para un curso de Hacienda pública (1901)
- Principios elementales de la ciencia económica (1903)
- La Casa de Contratación de las Indias (1907)